# Retnica
Retnica – osada w północnej Polsce, położona w województwie zachodniopomorskim, w powiecie koszalińskim, w gminie Bobolice. Miejscowość wchodzi w skład sołectwa Drzewiany.
W latach 1975–1998 miejscowość położona była w województwie koszalińskim.
W 1948 roku osadzie nad Jeziorem Szczawnym nadano urzędowo nazwę Wojsławice, zmieniając niemiecką nazwę Friedrichshof.
W 1948 roku osadzie nad jeziorem Wietrzno nadano urzędowo nazwę Retnica, zmieniając niemiecką nazwę Buschhof.